# 曾我廼家鶴蝶
曾我廼家 鶴蝶（そがのや つるちょう、1928年10月10日 - 2010年12月26日）は日本の女優。本名は古谷千鶴子。
曾我廼家五郎の最後の弟子として知られる。

## 来歴
大阪府出身。曾我廼家五郎の弟子として子役デビュー。松竹新喜劇で活躍した後東宝に移籍し『三婆』、『香華』などで名脇役を務めた。
1977年に文化庁芸術祭賞優秀賞、1983年に菊田一夫演劇賞
1988年11月4日、一枚の写真（フジテレビ）に出演。
1992年に紫綬褒章、1999年に勲四等宝冠章受章。
2010年12月26日、心不全で死去。82歳没。